# 藤田金一郎
藤田 金一郎（ふじた きんいちろう、1902年 - 1987年）は、日本の建築工学者。建築防災学者。初代建築研究所長。東北工業大学名誉教授。日本建築学会 名誉会員。

## 経歴
1926年、東京帝国大学工学部卒業後、旧司法省技手任用、大臣官房会計課勤務。1927年に技師就任。1931年、旧大蔵省技師、営繕管戦局技師、工務部勤務。1939年、陸軍技師兼任、陸軍省経理局に附し1945年に免兼官し、同年11月から戦災復興院技師。1946年から仙台復興院総裁官房技術研究所長就任。1948年の建設院発足後は第二技術研究所長就任。同年7月から旧建設省建築研究所長に。1951年、工学博士。1955年に建設省辞職。1956年文部教官、1957年から1966年まで東北大学で教鞭を執り、その後は東北工業大学建築学科を創設。
1982年、日本建築学会賞大賞受賞。
著書に
『高等建築学』他、多数。